# Крутов, Алексей Владимирович
Алексей Владимирович Крутов (род. 1 февраля 1984, Москва) — российский хоккеист, нападающий.

## Биография
Сын советского хоккеиста Владимира Крутова. Воспитанник хоккейной школы города Цюрих, а также хоккейной школы ЦСКА. Родился в Москве. В начале 1990-х Владимир Крутов отыграл на заключительном этапе своей карьеры один сезон в Швейцарии за «Цюрих Лайонс», привёл сюда же в детскую хоккейную школу своего семилетнего сына. Первый тренер в СДЮШОР ЦСКА имени Валерия Харламова — Александр Герасимов. В 15-летнем возрасте Крутов дебютировал сначала во второй команде армейцев, а позже попал и в первую, дебютировав в Суперлиге в сезоне 2001/02.
Сезон 2002/03 провёл во втором составе ярославского «Локомотива». В 2003 году Крутов заключил контракт с «Крыльями Советов». В сезоне 2002/2003 клуб занял последнее место в чемпионате Суперлиги и вылетел в Высшую лигу. Отыграв два сезона за «Крылья» в Высшей лиге, Крутов стал игроком новокузнецкого «Металлурга», где провел один год.
Сезон 2006/07 Крутов начинал уже в другом клубе Суперлиги — череповецкой «Северстали». Также сыграл один матч за воскресенский «Химик».
В сезоне 2007/08 Крутов подписал контракт с клубом элитной лиги Швейцарии «Цюрих Лайонс», за который в своё время выступал его отец. В Цюрихе за четыре сезона выиграл золото швейцарского чемпионата — 2008 и стал победителем Лиги чемпионов, а также обладателем Кубка Виктории в 2009 году.
В сезоне 2011/12 Крутов вернулся в Россию, где подписал контракт с екатеринбургским «Автомобилистом». В сезоне 2012/13 подписал контракт с мытищинским «Атлантом». Однако, не проведя в составе команды ни одного матча, 25 сентября 2012 года разорвал контракт и в тот же день перешёл в систему «Нефтехимика».
Перед сезоном 2013/14 подписал контракт с московским «Спартаком». 30 января 2014 года покинул клуб.
1 февраля 2014 года стало известно, что Крутов перешёл в швейцарский клуб «Женева-Серветт».
26 июня 2015 года вернулся в «Спартак», подписав контракт на один год. В этом же году был выставлен клубом на драфт отказов. Заканчивал сезон в составе хоккейного клуба «Сочи».
8 апреля 2016 года Алексей Крутов перешёл в швейцарский «Ред Айс», где провёл свой последний сезон.

## Достижения
- Чемпион Швейцарии 2008 года.
- Победитель Лиги чемпионов 2009 года
- Обладатель Кубка Виктории 2009 года.